# Ar Horqin
Ar Horqin (en mongol: Ар Хорчин, romanizado: Ar Qorčin ; en chino, 阿鲁 科尔沁; pinyin, A'l Kə'rqìn) es una bandera
bajo la administración directa de la ciudad-prefectura de Ulanhad en la provincia de Mongolia Interior, República Popular China. La región yace en la Llanura del Norte de China con una altitud promedio de 378 m s. n. m. , comunicada con el distrito de Hongshan (Sede de gobierno local) por la carretera nacional china 303 (303国道) a 300 km de distancia.  Su área total es de 14227 km², de los cuales cerca de 33 km² pertenecen a la zona urbana y su población proyectada para 2010 fue de 300 000 habitantes.

## Administración
La Bandera de Ar Horqin se divide en 27 pueblos que se administran en 6 poblados, 11 sumos y 10 villas.